# Hipólito de la Charlerie

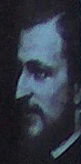
Hipólito de la Charlerie, detalle de Los miembros de la Société Libre des Beaux-Arts por Edmond Lambrichs

Hipólito de la Charlerie (Mons, 1827 - Ixelles, 1869) fue un pintor e ilustrador belga. 
De la Charlerie nació en Mons. Estudió arte en la Academia Real de Bellas Artes de Bruselas (1843-1851) y con Théodore Baron. Fue cofundador del Atelier Saint-Luc en Bruselas, pero pasó gran parte de su tiempo en París, donde se estableció como ilustrador de ediciones de libros para coleccionistas. Entre sus grabados hay escenas de la Revolución Francesa, que también creó para La Révolution Française (1862) por MJGD Armengaud.
También es conocido por una pintura del compositor y músico del siglo XVII Jean-Baptiste Lully, que fue bien recibida en el Salón de París en 1869. En la pintura Lully es mostrado como un niño de unos doce años tocando el violín en la cocina de la Duquesa de Montpensier, su patrona.
En 1868, de la Charlerie fue uno de los miembros fundadores de la vanguardista Société Libre des Beaux-Arts, pero murió solo un año después en Ixelles, un suburbio de moda de Bruselas. Cuando algunos de sus lienzos más pequeños formaron parte de una exposición retrospectiva de arte belga en 1905, Octave Maus, escribiendo en L'Art Moderne, lo elogió entre los pintores injustamente olvidados cuyas obras evidenciaban frescura y sinceridad, siendo este último uno de los ideales de la Société. Se ha descrito que sus retratos tienen una "simplicidad austera", usando tonalidades oscuras y frías que enfatizan la inmovilidad del modelo.